# NGC 6100
NGC 6100 is een spiraalvormig sterrenstelsel in het sterrenbeeld Slang. Het hemelobject werd op 3 juli 1886 ontdekt door de Amerikaanse astronoom Lewis A. Swift.

## Synoniemen
- UGC 10307
- MCG 0-41-12
- ZWG 23.32
- PGC 57706